# 24 Horas de Le Mans de 1937
As 24 Horas de Le Mans de 1937 foi o 14.º grande prêmio automobilístico das 24 Horas de Le Mans, tendo acontecido nos dias 19 e 20 de junho de 1937 em Le Mans, França no autódromo Circuit de la Sarthe.
As 24 Horas de Le Mans de 1936, planejada para ser realizada nos dias 14 e 15 de junho, foi cancelada  devido à greve de trabalhadores ocorrida na França em protesto contra a grave depressão econômica naquele país.

## Resultados Finais
| Pos    | Class | Nº | Equipe                     | Pilotos                                             | Chassis                                      | Motor                                   | Voltas |
| ------ | ----- | -- | -------------------------- | --------------------------------------------------- | -------------------------------------------- | --------------------------------------- | ------ |
| 1      | 5.0   | 2  | Roger Labric               | Jean-Pierre Wimille Robert Benoist                  | Bugatti Type 57G Tank                        | Bugatti 3.3L I8                         | 243    |
| 2      | 5.0   | 14 | Joseph Paul                | Joseph Paul Marcel Mongin                           | Delahaye 135CS                               | Delahaye 3.6L I6                        | 236    |
| 3      | 5.0   | 10 | Ecurie Bleue               | René Dreyfus Henri Stoffel                          | Delahaye 135CS                               | Delahaye 3.6L I6                        | 231    |
| 4      | 3.0   | 19 | Société R.V.               | Jacques de Valence de Minardiere Louis Gérard       | Delage D6-70                                 | Delage 3.0L I6                          | 215    |
| 5      | 1.5   | 37 | J.M. Skeffington           | J.M. Skeffington R.C. Murton-Neale                  | Aston Martin 1½ Ulster                       | Aston Martin 1.5L I4                    | 205    |
| 6      | 2.0   | 33 | Adler                      | Peter Graff Orssich Rudolf Sauerwein                | Adler Super Trumpf Rennlimousine             | Adler 1.7L I4                           | 205    |
| 7      | 2.0   | 26 | Emile Darl'Mat             | Jean Pujol Marcel Contet                            | Darl'Mat DS                                  | Peugeot 2.0L I4                         | 203    |
| 8      | 2.0   | 25 | Emile Darl'Mat             | Charles de Cortanze Maurice Serre                   | Darl'Mat DS                                  | Peugeot 2.0L I4                         | 203    |
| 9      | 2.0   | 34 | Adler                      | Otto Löhr Paul von Guilleaume                       | Adler Super Trumpf Rennlimousine             | Adler 1.7L I4                           | 202    |
| 10     | 2.0   | 27 | Emile Darl'Mat             | Daniel Porthault Louis Rigal                        | Darl'Mat DS                                  | Peugeot 2.0L I4                         | 197    |
| 11     | 2.0   | 31 | C.T. Thomas                | Mortimer Morris-Goodall Robert P. Hichens           | Aston Martin Speed Model                     | Aston Martin 2.0L I4                    | 193    |
| 12     | 1.1   | 48 | Just-Emile Vernet          | Just-Emile Vernet Suzanne Largeot                   | Simca                                        | Fiat 1.0L I4                            | 171    |
| 13     | 1.5   | 36 | A.C. Scott                 | Archie Scott Ted Halford                            | HRG 1500 Le Mans                             | Meadows 1.5L I4                         | 163    |
| 14     | 1.1   | 42 | M.K.H. Bilney              | M.K.H. Bilney Joan Richmond                         | Ford Ten GB                                  | Ford 1.1L I4                            | 161    |
| 15     | 1.1   | 49 | H. Lesbros                 | Dimitri Calaraseano H. Lesbros                      | Adler Trumpf Junior                          | Adler 1.0L I4                           | 160    |
| 16     | 1.1   | 54 | Capt. G.E.T. Eyston        | Dorothy Stanley-Turner Joan Riddell                 | MG PB Midget                                 | MG 0.9L I4                              | 154    |
| 17     | 750   | 59 | Gordini                    | Jean Viale Albert Alin                              | Simca Cinq                                   | Fiat 0.6L I4                            | 145    |
| 18 DNF | 5.0   | 11 | Ecurie Bleue               | Larry Schell René Carriére                          | Delahaye 135CS                               | Delahaye 3.6L I6                        | 193    |
| 19 DNF | 1.1   | 41 | Yves Giraud-Cabantous      | Yves Giraud-Cabantous Charles Rigoulot              | Chenard et Walcker                           | Chenard et Walcker 1.1L I4              | 151    |
| 20 DNF | 5.0   | 9  | Louis Villeneuve           | Louis Villeneuve André Vagniez                      | Delahaye 135CS                               | Delahaye 3.6L I6                        | 147    |
| 21 DNF | 1.1   | 46 | Gordini                    | Amédée Gordini Philippe Maillard-Brune              | Simca Huit                                   | Fiat 1.1L I4                            | 137    |
| 22 DNF | 2.0   | 32 | Eddie Hertzberger          | Eddie Hertzberger Albert Debille                    | Aston Martin Speed Model                     | Aston Martin 2.0L I4                    | 136    |
| 23 DNF | 5.0   | 1  | Roger Labric               | Roger Labric Pierre Veyron                          | Bugatti Type 57G Tank                        | Bugatti 3.3L I8                         | 130    |
| 24 DNF | 1.1   | 50 | R.H. Eccles                | Roy Eccles Freddie de Clifford                      | Singer Nine Le Mans Replica                  | Singer 1.0L I4                          | 121    |
| 25 DNF | 5.0   | 8  | André Parguel              | André Parguel Robert Brunet                         | Delahaye 135CS                               | Delahaye 3.6L I6                        | 100    |
| 26 DNF | 5.0   | 18 | Raymond de Saugé Destrez   | Raymond de Saugé Destrez Genaro Léoz Abad           | Bugatti Type 57S                             | Bugatti 3.3L I8                         | 99     |
| 27 DNF | 1.1   | 53 | Jacques Savoye             | Jacques Savoye Pierre Pichard                       | Singer Nine Le Mans Replica "Savoye Special" | Singer 1.0L I4                          | 93     |
| 28 DNF | 1.1   | 52 | Team Autosports            | G.H. Boughton F.H. Lye                              | Singer Nine Le Mans Replica                  | Singer 1.0L I4                          | 91     |
| 29 DNF | 750   | 58 | Gordini                    | Adrien Alin Athos Querzola                          | Simca Cinq                                   | Fiat 0.6L I4                            | 77     |
| 30 DNF | 750   | 57 | Austin                     | Charles Dodson Bert Hadley                          | Austin 7                                     | Austin 0.7L I4                          | 74     |
| 31 DNF | 750   | 55 | R. Marsh                   | Kaye Petre G. Mangan                                | Austin 7                                     | Austin 0.7L I4                          | 72     |
| 32 DNF | 1.1   | 51 | Team Autosports            | Norman Black John Donald Barnes                     | Singer Nine Le Mans Replica                  | Singer 1.0L I4                          | 72     |
| 33 DNF | 1.1   | 45 | Gordini                    | Jacques Blot Henri Ferrand                          | Simca Huit                                   | Fiat 1.1L I4                            | 55     |
| 34 DNF | 2.0   | 29 | Frazer Nash                | Harold John Aldington A.F.P. Fane                   | Frazer Nash-BMW 328                          | BMW 2.0L I6                             | 43     |
| 35 DNF | 1.5   | 35 | Mme Anna-Cecile Rose-Itier | Anna-Cecile Rose-Itier Fritz Huschke von Hanstein   | Adler Trumpf Rennlimousine                   | Adler 1.5L I4                           | 40     |
| 36 DNF | 5.0   | 15 | Jacques Seylair            | Jacques Seylair Paul Bénazet                        | Delahaye 135CS                               | Delahaye 3.6L I6                        | 36     |
| 37 DNF | 750   | 56 | John Carr                  | Charles Goodacre Dennis Buckley                     | Austin 7                                     | Austin 0.7L I4                          | 32     |
| 38 DNF | 2.0   | 40 | Yves Giraud-Cabantous      | Charles Cotet Charles Roux                          | Chenard et Walcker                           | Chenard et Walcker 1.8L Supercharged I4 | 32     |
| 39 DNF | 5.0   | 3  | Arthur W. Fox              | Johnny Hindmarsh Charles Brackenbury                | Lagonda LG45                                 | Meadows 4.5L I6                         | 30     |
| 40 DNF | 1.5   | 39 | Ecurie Eudel               | Jean Trévoux Guy Lapchin                            | Riley Sprite TT                              | Riley 1.5L I4                           | 11     |
| 41 DNF | 5.0   | 4  | Raymond Sommer             | Raymond Sommer Giovanni Battista Guidotti           | Alfa Romeo 8C 2900A Spider                   | Alfa Romeo 2.9L Supercharged I8         | 11     |
| 42 DNF | 5.0   | 12 | Eugéne Chaboud             | Eugéne Chaboud Jean Trémoulet                       | Delahaye 135CS                               | Delahaye 3.6L I6                        | 9      |
| 43 DNF | 5.0   | 7  | André M. Embiricos         | Nicholas S. Embiricos Raphaël Béthenod de las Casas | Talbot T150C                                 | Talbot 4.0L I6                          | 9      |
| 44 DNF | 1.5   | 38 | Ecurie Eudel               | Raoul Forestier Roger Caron                         | Riley Sprite TT                              | Riley 1.5L I4                           | 8      |
| 45 DNF | 2.0   | 30 | BMW                        | Fritz Roth Uli Richter                              | BMW 328                                      | BMW 2.0L I6                             | 8      |
| 46 DNF | 2.0   | 28 | David Murray               | David Murray Pat Fairfield                          | Frazer Nash-BMW 328                          | BMW 2.0L I6                             | 8      |
| 47 DNF | 3.0   | 20 | René Kippeurt              | René Kippeurt René Poulain                          | Bugatti Type 44                              | Bugatti 3.0L I8                         | 8      |
| 48 DNF | 5.0   | 21 | Luigi Chinetti             | Luigi Chinetti Louis Chiron                         | Talbot T150C                                 | Talbot 4.0L I6                          | 7      |

Legenda :DNQ = Não largou - DNF = Abandono - NC = Não classificado - DSQ= Desqualificado